# Das Prinzip Hoffnung
Das Prinzip Hoffnung (O Princípio Esperança no Brasil) é o título da obra principal do filósofo alemão Ernst Bloch, escrita em sua maior parte na biblioteca de Harvard, entre 1939 e 1947, período do seu exílio nos Estados Unidos e bastante revisada entre 1953 e 1959 na Alemanha Oriental. Recebeu uma tradução recente ao português publicada pela editora Contraponto.
O livro, dividido em três grossos volumes, é a primeira tentativa sistemática, na história da filosofia, de fundamentar a utopia num contexto não apenas literário e psicológico, mas, especialmente, histórico e ontológico. Também é primeiro livro no qual Bloch se dedica exclusivamente ao tema da utopia, desenvolvendo temas e categorias apenas mencionados ou não desenvolvidos em obras anteriores, como 'Geist der Utopie' (O Espírito da Utopia) e 'Erbschaft dieser Zeit' (Herança desta Época), ambas sem tradução em português.
No contexto da filosofia marxista é uma obra única não só pela teoria que defende, teoria no mínimo excêntrica, como pela imensa variedade de assuntos que aborda, assuntos que, até hoje, foram pouco ou nunca objeto de reflexão, como os contos de fada, a música, a morte, as religiões orientais, o yoga, a alquimia, a física, além de outros considerados convencionais como a literatura, a arquitetura, o teatro, o cinema, história, a geografia, a pintura.

## Plano Geral da Obra

### Primeira Parte - Relato
Seguindo o seu estilo literário, Bloch sempre começa com frases e textos curtos, mas de alcance abismal. Nesta Primeira Parte encontramos historietas filosóficas em torno da infância, dos sonhos, de pequenos eventos do dia-a-dia, pequenos e grandes desejos desordenados dos homens e mulheres cotidianos. Fala da nossa insatisfação irrefletida com a vida e de como vivemos através do ciclo nascer, crescer e se tornar jovem, envelhecer e morrer. Nossas buscas e esperanças.
"Agito-me. Desde cedo, busca-se algo. Pedindo sempre algo, gritando. Não se tem o que se quer." 
"A maioria das pessoas na rua tem o aspecto de quem está sempre pensando em outra coisa." 
"O Amor pela quietude pode estar mais longe da agitação capitalista do que uma juventude que confunde agitação com vida." 

### Segunda Parte - Fundamentação
É, provavelmente, a parte mais importante de todo o livro. Aqui, como o próprio título diz, trata-se da fundamentação. Nesta parte Bloch descreve categorias que são fundantes do seu "sistema aberto": a consciência antecipadora, o não-ainda-consciente, os sonhos diurnos, assim como seus correlatos no mundo objetivo, a possibilidade ( e todas as suas camadas), o front, o horizonte. A utopia encontra seu fundamento justamente nesses capítulos.
Em boa parte da "Fundamentação", Bloch polemiza com Freud e outros autores conhecidos da psicanálise e da psicologia, como Carl Jung e Ludwig Klages.
A polêmica gira em torno das pulsões fundamentais, da existência e significado do sonho diurno. Bloch critica a posição do impulso sexual como fundamental e em seu lugar põe o impulso de auto-conservação (fome), mas ambos sujeitos à variações históricas. Também questiona a visão de que o sonho diurno seja apenas uma ante-sala do sonho noturno e enumera algumas características distintivas dos sonhos diurnos dentre as quais a presença consciente do ego e o desejo de mudança do mundo.
"A auto-conservação que se manifesta nesse impulso é o mais sólido de todos os impulsos fundamentais e, em que pesem todas as modificações históricas e de classe às quais também se encontra submetido, sem dúvida, o mais universal."
"O conteúdo do sonho noturno está oculto e deformado, o conteúdo da fantasia diurna é aberto, fabulador, antecipador, e aquilo que há nele de latente se volta para frente." 
No entanto, não se trata para Bloch de algo apenas subjetivo, pois não seria nem subjetivo se não houvesse na própria matéria, na natureza, uma disposição para algo que do ponto de vista subjetivo acontece como não-ainda-consciente. Aqui ele trabalha categorialmente com as diversas camadas da possibilidade, retomando idéias de Aristóteles, e fundamenta a abertura ontológica para o novo ainda não decidido. 
Também aqui faz a famosa distinção entre as duas correntes do marxismo: a corrente fria, que é o marxismo que estuda e analisa cuidadosamente a realidade e a corrente quente, que é o marxismo utópico, que se desdobra sobre o horizonte aberto da realidade e se conecta com todas as intenções libertadoras presentes no próprio front da história.
"A fantasia concreta e o imaginário de suas antecipações mediadas fermentam no mesmo processo do real e se reproduzem para frente no sonho concreto; elementos antecipadores são parte constitutiva da realidade mesma." 

### Terceira Parte - Transição
A parte é intitulada Transição por que aqui não se trata ainda de projetos e utopias mais ou menos acabados, mas sim de imagens de desejo ou imagens desiderativas que encontramos meio ao léu em diversas manifestações artísticas ou não. O autor passa então, em um tom que mistura o ensaio e o conto, a explorar essas imagens de desejo que às vezes se ocultam e às vezes brilham na propaganda, nas vitrines, nos anúncios comerciais, mas também na dança, no teatro, no cinema. Todos esse elementos são uma espécie de manifestação mais tangível dos sonhos diurnos em suas mais diversas formas e onde o não-ainda-consciente pode emergir. 
Bloch, ao lado de belas passagens que revelam insights interessantes sobre a matéria, deixa  transparecer muitos dos seus preconceitos, especialmente a ojeriza que sentia pela cultura norte-americana, em especial pelo jazz.

### Quarta Parte - Construção
Construção é a parte mais conhecida deste livro e ocupa todo o segundo tomo. Se antes, passa-se em revista sonhos mais ou menos fugazes, aqui, nesta seção, se passa em revista os projetos utópicos propriamente ditos, quando se sai do desejo para a esfera do planejar, construir.
Aqui, Bloch se dedica a analisar detidamente os diferentes projetos ou esboços utópicos segundo suas diferentes manifestações humanas:
- As utopias médicas
- As utopias sociais
- As utopias técnicas
- As utopias arquitetônicas
- As utopias geográficas
- As representações da utopia na literatura, na música e pintura
- As representações utópicas da essência, do devir e do dever-ser do mundo na filosofia
- Um excurso sobre o tempo livre

### Quinta Parte - Identidade
Na última parte do livro são abordadas os modelos morais e os esquemas que desenham o desejo e a possibilidade da vida correta. Mas não apenas isso, são comentados e analisados, à guisa de conclusão para todos os temas anteriormente tratados, a imaginação poética que projeta a ultrapassagem de todos os limites humanos - abordando a literatura e as personagens paradigmáticas do Dom Juan, Ulisses, Fausto e do Dom Quixote. 
Por último, aborda as formas utópicas contra a morte e problema último do futuro, tratados respectivamente no que é relacionado à religião e à natureza, espaço e matéria que pode dar sustentação ao futuro possível, contido como conteúdo limite nas fantasias religiosas.
"A  verdadeira gênese não se encontra no começo, mas no fim, e ela apenas começará a acontecer quando a sociedade e a existência se tornarem radicais, isto é, quando se apreenderem pela raiz. Porém, a raiz da história é o ser humano trabalhador, produtor, que remodela e ultrapassa as condições dadas. Quando ele tiver apreendido a si mesmo e ao que é seu sem alienação, surgirá no mundo algo que brilha para todos na infância e onde ninguém esteve ainda; a pátria".